# Art Furrer

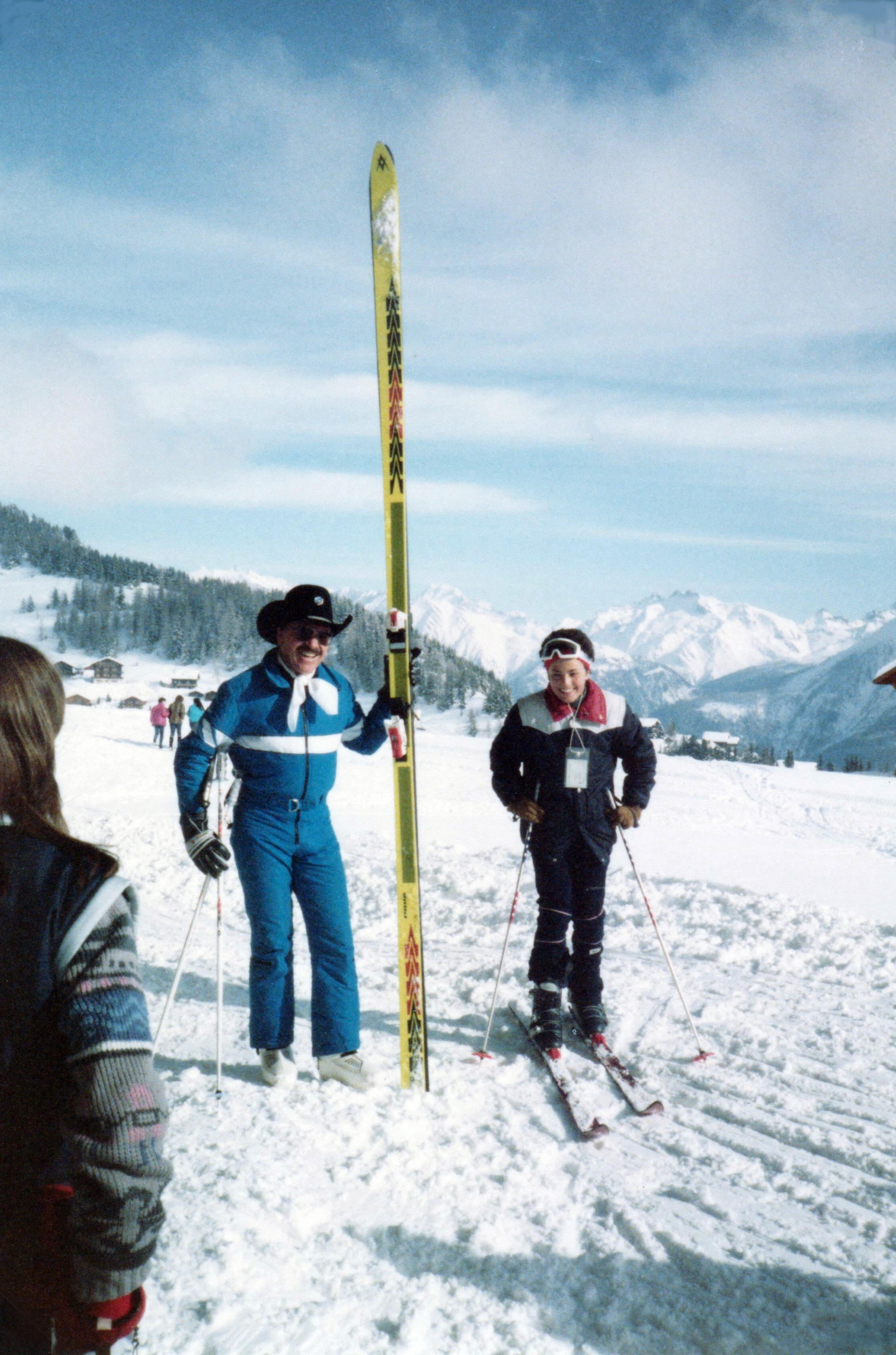

Arthur German «Art» Furrer (* 24. Februar 1937 in Greich) ist ein Schweizer Bergführer, Skilehrer und Hotelier.

## Leben
Furrer wuchs in dem kleinen Bergdorf Greich im Aletschgebiet auf und arbeitete zunächst als Skilehrer und Bergführer. Nachdem der junge Slalomfahrer vom Schweizerischen Skiverband nicht für die Olympischen Winterspiele 1960 selektioniert worden war, wanderte er 1959 in die USA aus und war dort als Skilehrer – unter anderem für Leonard Bernstein und für Mitglieder der Familie Kennedy – tätig. Furrer hat eine Tochter und zwei Söhne, von denen Andreas seine Betriebe leitet.
Sein Bruder Gregor Furrer ist Verwaltungsratspräsident des Sportartikelunternehmens Völkl Schweiz.
Nach seiner Rückkehr in die Schweiz im Jahre 1973 zog Art Furrer in die oberhalb seines Heimatdorfs Greich gelegene Riederalp und baute dort das Art Furrer Resort. Zur selben Zeit begann er, seine in den USA erprobten Ski-Akrobatik-Showkünste in der Schweiz bekannt zu machen.
Früher gehörten zu seiner Hotelgruppe sechs weitere Hotels und Restaurants auf der Riederalp, dazu das Schlosshotel in Brig. Seinem Art Furrer Resort ist der höchstgelegene Golfplatz der Schweiz angeschlossen. Art Furrer hat die Betriebe 2008 an Andreas, eins seiner Kinder, übergeben.
Art Furrer ist vor allem in der Schweiz, in den 1990er-Jahren durch Auftritte in der TV-Sendung Verstehen Sie Spaß? auch in Deutschland und Österreich, zu breiter Bekanntheit gelangt. Sein bekanntester Auftritt war ein in Garmisch-Partenkirchen gedrehter Film, bei dem er sich als Skischüler ausgibt und mit vier Meter langen Skiern zu der Skistunde erscheint. Diese Skier, von der Firma Völkl speziell für die Sendung produziert, hat er im Restaurant Tenne ausgestellt.
Im Jahr 2020 wurde der Betrieb der Hotels eingestellt und sämtliche Betriebe verkauft, als letztes das Schlosshotel in Brig im Jahr 2021.

## Publikationen
- My way. Spuren meines Lebens. Hrsg. v. Peter Rothenbühler. Ringier, Zürich 1996, ISBN 3-85859-316-8.